# Lestrimelitta monodonta
Lestrimelitta monodonta är en biart som beskrevs av Camargo och Jesus Santiago Moure 1990. Lestrimelitta monodonta ingår i släktet Lestrimelitta och familjen långtungebin. Inga underarter finns listade i Catalogue of Life.